# Барби и трите мускетарки
„Барби и трите мускетарки“ (на английски: Barbie and the Three Musketeers) е американски анимационен филм от 2009 г. Той е шестнадесетия филм от поредицата Барби. Филмът излиза на DVD през 15 септември 2009 г.

## Синхронен дублаж
Филмът има синхронен дублаж на български от дублажното студио Александра Аудио. Екипът се състои от:
| Изпълнителен продуцент                        | Васил Новаков |
| Преводач                                      | Милена Васкова |
| Озвучаващи артисти                            | Христина Ибришимова Ива Апостолова Мина Костова Елена Бойчева Цветослава Симеонова Мариета Петрова Христо Димитров Тодор Георгиев Станимир Гъмов Христо Бонин Георги Георгиев Петър Бонев |
| Песните изпълняват                            | Венцислава Стоилова Преслава Васкова |
| Български текст на песните Музикална режисура | Десислава Софранова |
| Тонрежисьор                                   | Петър Костов |
| Режисьор на дублажа                           | Георги Стоянов |